# بارچ (استان اشوی‌داشکسیه)
بارچ (به لهستانی: Barycz) یک منطقهٔ مسکونی در لهستان است که در گمینا کونگسکیه واقع شده‌است. بارچ ۴۳۰ نفر جمعیت دارد.